# Chính sách thị thực của Jamaica

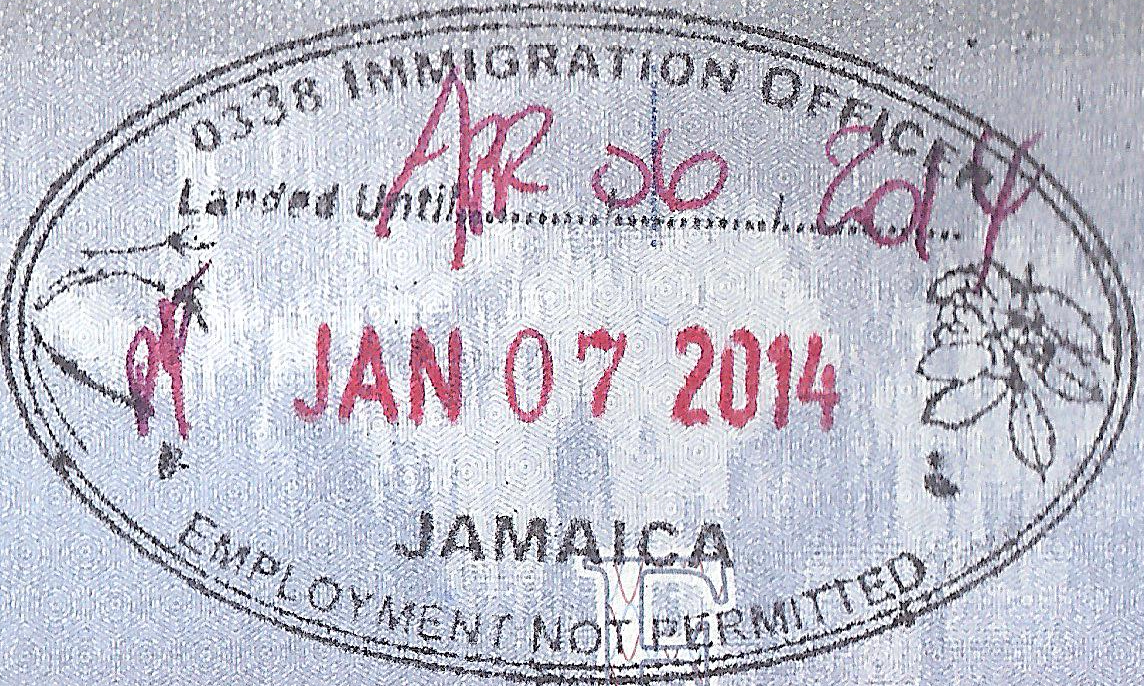
Dấu nhập cảnh Jamaica

Du khách đến Jamaica phải xin thị thực từ một trong những phái bộ ngoại giao của Jamaica, hoặc trong một số trường hợp từ phái bộ ngoại giao của Anh Quốc, trừ khi họ đến từ một trong 166 quốc gia được miễn thị thực hoặc có thể xin thị thực tại cửa khẩu. Hầu hết công dân của Khối thịnh vượng chung được miễn thị thực đến Jamaica lên đến 180 ngày.

## Bản đồ chính sách thị thực

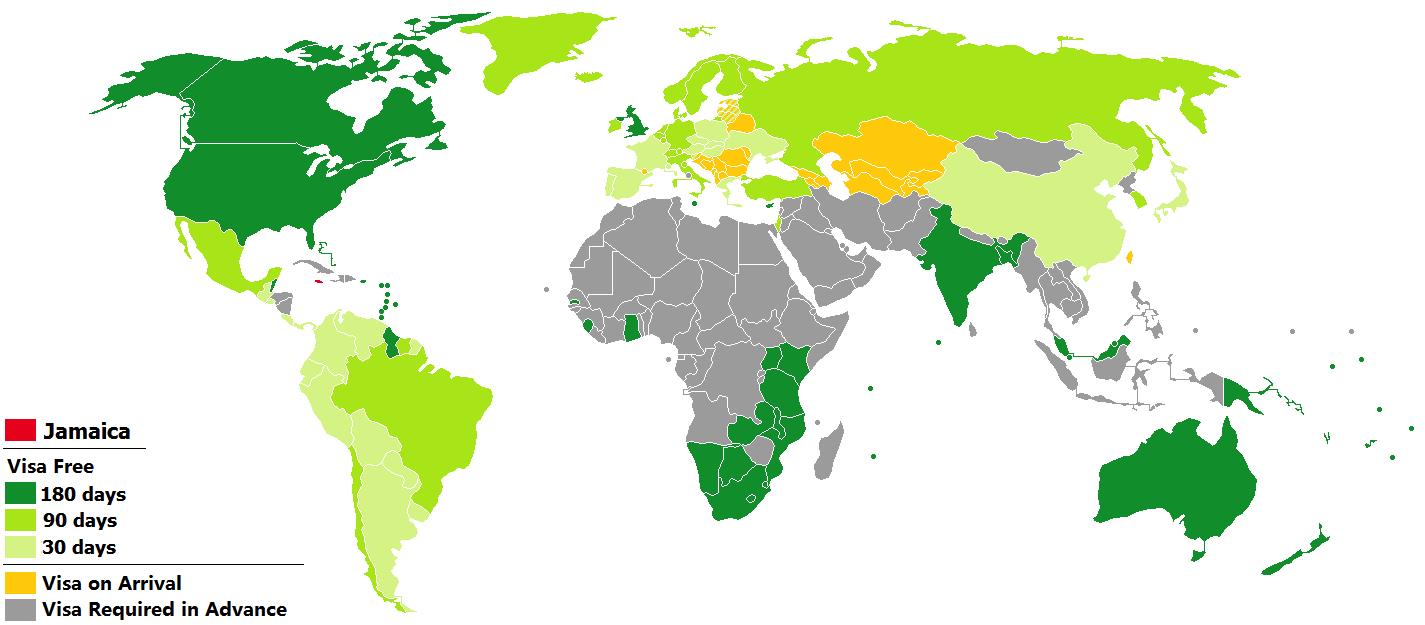
Chính sách thị thực của Jamaica
Jamaica
Miễn thị thực - 180 ngày
Miễn thị thực - 90 ngày
Miễn thị thực - 30 ngày
Thị thực tại cửa khẩu
Cần xin thị thực từ trước

## Chính sách thị thực

### Miễn thị thực
Công dân của các quốc gia và vùng lãnh thổ sau có thể đi du lịch tại Jamaica không cần xin thị thực:
6 tháng
| - Antigua và Barbuda - Úc - Bahamas - Bangladesh - Barbados - Belize - Bermuda - Botswana - Brunei - Cameroon - Canada - Cyprus - Dominica - Fiji - Ghana - Grenada - Guyana - Ấn Độ | - Kenya - Kiribati - Lesotho - Malawi - Malaysia - Maldives - Malta - Mauritius - Mozambique - Namibia - Nauru - New Zealand - Papua New Guinea - Seychelles - Sierra Leone - Singapore - Quần đảo Solomon - Nam Phi | - Saint Kitts và Nevis - Saint Lucia - Saint Vincent và Grenadines - Samoa - Suriname - Swaziland - Tanzania - Gambia - Tonga - Trinidad và Tobago - Quần đảo Cayman - Tuvalu - Uganda - Anh Quốc1 - Hoa Kỳ - Zambia |  |

1 - không áp dụng với người sở hữu hộ chiếu Cayman và hộ chiếu Quần đảo Virgin thuộc Anh.
90 ngày
| - Áo - Bỉ - Brazil - Đan Mạch - Phần Lan - Đức - Iceland - Ireland - Israel - Ý | - Hàn Quốc - Liechtenstein - Luxembourg - Mexico - Hà Lan - Na Uy - San Marino - Thụy Điển - Thụy Sĩ - Thổ Nhĩ Kỳ |  |

30 ngày
| - Argentina - Bolivia - Chile - Trung Quốc - Colombia - Costa Rica - Cộng hòa Séc - Ecuador - El Salvador - Pháp | - Hy Lạp - Guatemala - Hồng Kông - Hungary - Nhật Bản - Monaco - Panama - Paraguay - Peru - Ba Lan | - Bồ Đào Nha - Nga - Slovakia - Tây Ban Nha - Ukraina - Uruguay - Venezuela |  |

Người sở hữu hộ chiếu ngoại giao hoặc công vụ của Brasil, Trung Quốc, Colombia, Cuba, El Salvador, Nga và hộ chiếu công vụ của Chile được miễn thị thực.

### Thị thực tại cửa khẩu
Công dân của các quốc gia sau có thể xin thị thực Jamaica tại cửa khẩu với giá 100 đô la Mỹ:
| - Albania - Andorra - Armenia - Azerbaijan - Belarus - Bosna và Hercegovina - Bulgaria - Croatia - Estonia - Gruzia - Kazakhstan - Kosovo - Kyrgyzstan | - Latvia - Litva - Macedonia - Moldova - Montenegro - Romania - Serbia - Slovenia - Tajikistan - Turkmenistan - Uzbekistan - Quần đảo Virgin thuộc Anh |  |

Ngoài ra, du khách từ  Đài Loan có "Affadivit of Identity" có thể xin thị thực tại cửa khẩu. Jamaica không công nhận hộ chiếu Đài Loans.

## Dấu hạ cánh vô điều kiện
Miễn thị thực với người sở hữu hộ chiếu hoặc giấy tờ du hành của bất cứ quốc gia nào có dấu "hạ cánh vô điều kiện" được cấp bởi chính quyền Jamaica.

## Bãi bỏ thị thực
Trong một số trường hợp công dân những quốc gia cần xin thị thực được miễn thị thực lên đến 30 ngày (trừ khi được nêu rõ).
Công dân của bất cứ quốc gia nào có thẻ cư trú của Canada hoặc Thẻ Xanh được miễn thị thực lên đến 6 tháng.
Công dân  Cộng hòa Dominica có thị thực có hiệu lực của Canada, Hoa Kỳ, Anh Quốc hoặc quốc gia thành viên Khối Schengen.
Công dân  Belarus,  Kazakhstan và  Moldova, có thị thực có hiệu lực của Canada, Hoa Kỳ, Anh Quốc hoặc quốc gia thành viên Khối Schengen và có bằng chứng về việc đã tiêm ngừa sởi, bệnh sởi Đức và bại liệt.
Công dân  Albania,  Bosnia và Herzegovina,  Macedonia,  Montenegro và  Serbia có thị thực có hiệu lực của Canada, Hoa Kỳ hoặc Anh Quốc và có bằng chứng về việc đã tiêm ngừa sởi, bệnh sởi Đức và bại liệt.
Công dân của  Honduras có thị thực có hiệu lực của Canada hoặc Hoa Kỳ.
Công dân của  Bulgaria,  Estonia,  Latvia,  Litva và  Romania sở hữu thị thực có hiệu lực của Canada hoặc Hoa Kỳ và có bằng chứng về việc đã tiêm ngừa sởi, bệnh sởi Đức và bại liệt.
Công dân của  Croatia và  Slovenia sở hữu thị thực có hiệu lực của Hoa Kỳ và có bằng chứng về việc đã tiêm ngừa sởi, bệnh sởi Đức và bại liệt.

## Thống kê du khách
Hầu hết du khách tới Jamaica đều đến từ các quốc gia sau:
| Quốc gia/Vùng Lãnh thổ | 2017      | 2016      | 2015      | 2014      | 2013      |
| ---------------------- | --------- | --------- | --------- | --------- | --------- |
| Hoa Kỳ                 | 1.509.963 | 1.406.058 | 1.344.149 | 1.296.457 | 1.271.262 |
| Canada                 | 405.174   | 372.137   | 391.409   | 419.898   | 399.331   |
| Anh Quốc               | 217.647   | 206.470   | 199.002   | 177.216   | 151.315   |
| Đức                    | 29.858    | 20.768    | 20.528    | 21.346    | 19.658    |
| Quần đảo Cayman        | 18.150    | 17.625    | 16.825    | 15.623    | 16.234    |
| Ý                      | 13.699    | 12.893    | 9.482     | 8.692     | 7.808     |
| Trinidad và Tobago     | 10.578    | 11.399    | 11.282    | 10.840    | 11.437    |
| Hà Lan                 | 8.226     | 6.652     | 6.589     | 6.040     | 5.515     |
| Pháp                   | 7.732     | 10.610    | 8.746     | 7.622     | 3.217     |
| Tây Ban Nha            | 7.677     | 3.387     | N/A       | N/A       | N/A       |
| Tổng                   | 2.352.915 | 2.181.684 | 2.123.042 | 2.080.181 | 2.008.409 |